# Witkeelgors
De witkeelgors (Zonotrichia albicollis) is een vogel uit de familie Gorzen.

## Verspreiding en leefgebied
Deze soort komt voor in Noord-Amerika. In de zomer is hij vooral te vinden in de bossen van oostelijk en centraal Canada en Nieuw-Engeland. In de winter verblijft hij in het zuidoosten van de VS. Naar Europa dwaalt hij een enkele keer af. Het is een vogel die 's winters in groepen in het struikgewas van parken en tuinen te vinden is.